# Гимн Малайзии
Негараку («Моя страна») — официальное название гимна Малайзии, произошедшее от первой строки текста.
Музыка заимствована из гимна штата Перак, который теперь не исполняется. В свою очередь перакский гимн был создан на основе песни «Теранг Булан» («Светлая луна»). Существует две легенды о том, как песня превратилась в гимн Перака.
По первой легенде, впервые в таком качестве песня была исполнена во время визита султана Перака Идриса I в Лондон на коронацию королевы Виктории в 1888 г. По второй, это случилось во время церемонии вступления на престол короля Эдуарда VII в 1901 г.
Согласно исследованиям истории гимна, мелодия «Теранг Булан» пришла в Малайзию из Сингапура, куда её привезла французская группа. Композитором считается французский музыкант и поэт Беранже.
В 1956 году, в преддверии признания независимости Малайзии был организован конкурс на создание национального гимна Малайзии. Среди полученных вариантов выбрать подходящую песню не удалось, и было решено вместо этого рассмотреть вариант принятия гимна одного из штатов как гимна всей страны. Судейская комиссия выбрала для этого гимн Перака и приняла участие в написании текста для гимна.
Правила исполнения гимна определены Актом о Гимне 1968 г. Для разных случаев предусмотрены полный, сокращённый и краткий варианты гимна. Во время исполнения гимна присутствующие лично должны вставать (при передаче гимна, например, по радио, вставать не обязательно). За проявление неуважения к гимну предусматривается штраф до 1000 ринггит или тюремное наказание до 1 месяца.
В 1992 г. замедленный темп гимна заменен на маршевый без изменения текста. С приходом премьер-министра Абдуллы Бадави возвращен прежний, более степенный темп гимна.
| Текст гимна на малайском языке                                                                                            | Перевод на русский язык |
| --- | --- |
| Negaraku Tanah tumpahnya darahku Rakyat hidup Bersatu dan maju Rahmat bahagia Tuhan kurniakan Raja kita Selamat bertakhta | Моя страна, Земля, где пролилась моя кровь, Где люди живут Единством и прогрессом, Дай, Боже, Благословения и счастья, Королю нашему, : правителю. |